# 508
508(오백팔)은 507보다 크고 509보다 작은 자연수다.

## 수학
- 합성수로, 그 약수는 1, 2, 4, 127, 254, 508이다. 진약수의 합은 388이므로, 508은 부족수다.

## 과학·기술
- NGC 508(영어판): 물고기자리 방향에 있는 타원은하.
- 푸조 508: 푸조의 중형 승용차.

## 교통
- 508번 지방도: 충청북도 청주시 흥덕구 오송읍에서 제천시 한수면 탄지리까지 이어지는 대한민국의 지방도.
- 현도 제508호선

## 군사
- U-508(영어판, 독일어판): 제2차 세계 대전에 사용된 나치 독일의 군용 잠수함.

## 문화유산
- 대한민국의 보물 제508호: 예산 삽교읍 석조보살입상
- 대한민국의 사적 제508호: 해남 대흥사

## 방송
- KT HCN의 SBS 골프 채널 번호.

## 기타
- 날짜: 5월 8일
- 연도: 508년, 기원전 508년